# Футуна (Волліс і Футуна)
Футуна (фр. Futuna) — острів у південно-західній частині Тихого океану, який є частиною заморської громади Франції Волліс і Футуна.

## Назва
Вважається, що свою назву острів Футуна отримав на честь дерева Футу, що росте на узбережжі острова . У XIX столітті острова на деяких картах позначалися під ім'ям Аллофату .

## Географія та клімат

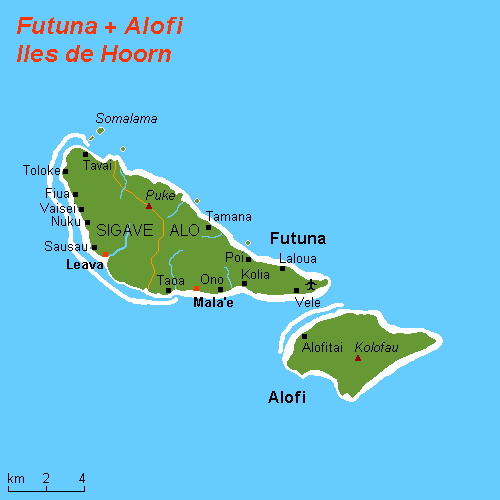
Карта островів Алофі і Футуна

Найближчі острова - Алофі на південному сході (1,7 км), Волліс на північному сході (240 км) та Фіджі на південному-заході 280 км. Острів Футуна розташований в південно-західній частині Тихого океану і входить до складу архіпелагу Футуна. Від найближчого острова Алофі його відокремлює протока шириною 1,7 км. Острів Футуна іноді називають Східним Футуна, щоб не плутати його з Західним Футуна з групи островів Нові Гебриди, що належать Вануату.
Площа Футуна - 83 км².
Це відносно високий вулканічний острів. Найвища точка - гора Пуке (Puke) висотою 524 м (інші її назва - Сінгаві і гора Схаутена. Іноді помилково вказується її висота в 765 м). Острів піддавався недавньому підняттю і має сильно пересічений рельєф. За винятком кількох маленьких прибережних рівнин, береги острова круті. Рельєф представлений рядом невисоких плато, які поступово піднімаються до гори Пуке, і розділені невеликими рівнинами. Крайні точки Футуна: північна - мис Фатуа; східна - мис Веле; південна - берег у аеродрому Веле; західна - берег біля села Толоке. Острів Футуна утворився геологічно нещодавно, тому риф розташовуються недалеко від берегів (близько 50 м) і лагуну не утворює. З огляду на підняття рифу, він знаходиться неглибоко і періодично виявляється на поверхні води, що перешкоджає його зростанню .
На Футуна регулярно відбуваються землетруси. Останнє, інтенсивністю 6,5 по шкалою Ріхтера, відбулося 13 березня 1993 (5 осіб загинули і 20 отримали поранення ).
Утворення острова Футуна почалося в пліоцені (утворення трьох стародавніх вулканів). Вулканічна діяльність їх припинилася в плейстоцені. Після припинення вулканізму острів зазнали значного підняття (до 500 м) .
На Футуна близько 50 коротких річок, найбільші з яких - Ваініфао, Гутуваї, Ваї Ласі і Леава. Узбережжя заболочено. Річки з квітня по жовтень пересихають, а потім раптово заповнюються водою під час сезону дощів.
Клімат острова тропічний пасатний, вологий, постійно теплий, без яскраво вираженого сухого сезону. Найбільша кількість опадів випадає в період з листопада по квітень (середньорічна кількість - 4000 мм, при вологості 80%). В середньому в році близько 24 дощових днів. Температура протягом року коливається від 24 °С до 30 °С.

## Історія
Першими європейцями побачили острів були Якоб Лемер і Віллем Схаутен у 1616 році. З 1842 року Футуна є колонією Франції.

## Населення
На острові за переписом 2008 року проживало 4237 осіб. Розмовляють мовою Футуна.

## Адміністративно-територіальний поділ
Адміністративно входить в округах Ало і Сігаве.